# Листи до братів-хліборобів
Листи до братів-хліборо́бів (Про ідею і орґанізацію українського монархізму) — основоположний фундаментальний історіософський, філософсько-соціологічний політичний трактат та найбільш значуща праця української консервативної думки та української державницької школи історіографії В'ячеслава Липинського.
Мислитель спостерігав європейський історичний процес і знайшов у ньому найбільш оптимальні зразки організації державного і суспільного життя України.
На думку традиційного підходу в історії, роботі притаманний організицизм, прагматизм, елітаризм, традиціоналізм. Інші вважають, що дослідження має модерністські ознаки харизматичної моделі, позадетерміністські підходи. Існують також інтерпретації, що пов'язують ґенезу праці з фашизмом.
Трактат написано впродовж 1919—1926 років. Перша публікація опублікована впродовж 1920—1925 років у збірнику «Хліборобська Україна» (Відень). Цілісно опубліковано з широкою передмовою й додатковим трактатом «Покликання „Варягів“ чи організація хліборобів (Кілька уваг з приводу статті Є. X. Чикаленка „Де вихід?“)» у Відні в друкарні Карда Геррмана 1926 року.
Наступні видання виходили також репринтно у 1954 та 1995 (редактор Ярослав Пеленський) роках та у 2010—2015 роках у науковому збірнику «В'ячеслав Липинський та його доба» під редакцією та з коментарями Юрія Терещенка.
В'ячеслав Липинський вважав свою працю власним політичним заповітом, який є світоглядом «способом думання».

## Написання та архітектоніка
Початок написання «Листів до братів-хліборобів» припав на 1919 рік — період складної міжнародної та внутрішньої ситуації Української республіки. Завершено працю через 7 років після її початку.
Своєрідність архітектоніки й техніки викладу твору є на межі конфронтації досвіду Липинського — історика та Липинського — політичного мислителя.

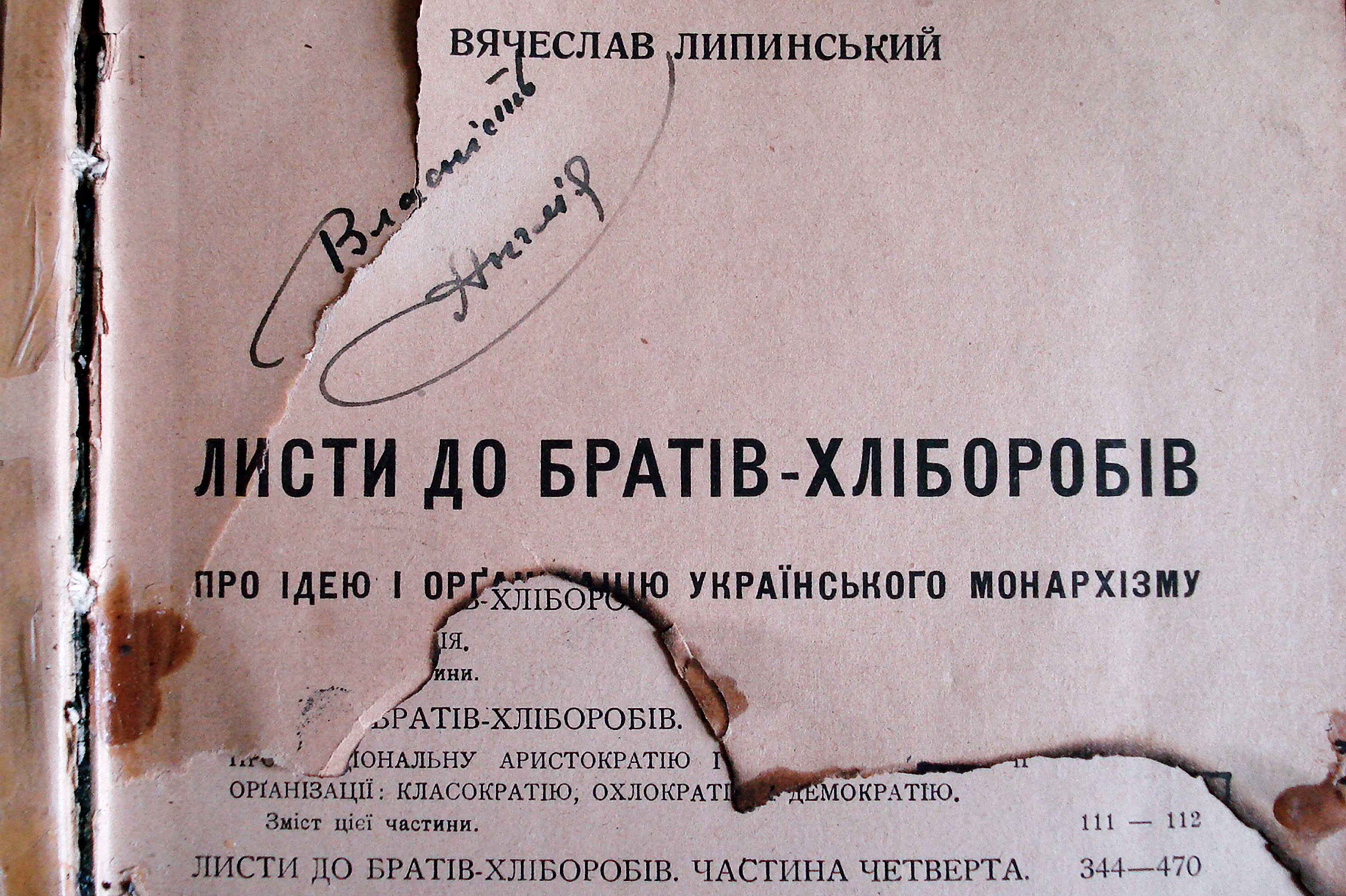
Частина титульного листа другого видання «Листів до братів-хліборобів»

Основні принципи побудови та структури дослідження В'ячеслава Липинського мають співмірність окремих структурних частин. Наприклад, диспропорційність характерна для верхньої та нижньої рубрикації. Це зумовлено різножанровою належністю, полідисциплінарністю, відсутністю загальних висновків, споминів, спеціальних частин про релігію та церкву, покажчика.
Техніка викладу має дихотомічне проставлення, контроверсійність, спіралеподібність, діахронність, генералізацію, що своєю чергою є ефектом цілісного з тотальним сприйняттям авторських ідей. А отже у творі підвищена емоційна тональність, експресії, ритміка та чуттєві переживання.
Науково-довідковий апарат використовується для розвантаження головної лінії викладу на обґрунтування висунутих тез і положень.

## Інтелектуальні й дослідницькі впливи
Трактат сформовано під впливом соціальних теорій та філософів ХІХ — початку XX століття. Особливий вплив на видання мали ідеї Георга Геґеля, Людвіга Гумпловича, Гюстав Ле Бона, Ґустава Ратценгофера, Фрідріха Ратцеля, Франца Оппенгеймера, польських консервативних істориків під час навчання В'ячеслава Липинського в Кракові. Значний вплив на Липинського мали теорії еліт Ґаетано Моски, Вільфредо Парето та Роберта Міхельса, що показано в концепції класократії та визначило специфіку визначення соціальних страт і його ставлення до народних мас.
Героїзація історії представлена в суміші позитивізму, неоромантичного ірраціоналізму, віталізму та елементів «соціальної динаміки», а отже у світогляді Еміля Дюркгайма, Макса Вебера. Трактат також зазнав впливів французького соціолога, представника неоромантизму Жоржа Сореля.

## Редакції
Перша публікація в окремих частинах опублікувана під час редакторства Липинського у неперіодичному збірнику «Хліборобська Україна» (Відень, 1920—1925). Окреме друге прижиттєве видання побачило світ 1926 року у Відні в розширеному і доповненому вигляді у видавництві Карла Геррмана. До нього написано широку передмову та включено додаток трактат Липинського «Покликання „Варягів“ чи організація хліборобів (Кілька уваг з приводу статті Є. X. Чикаленка „Де вихід?“)».
Третє (1954) та четверте видання (1995) надруковані репринтним способом. Четверте видання (2010—2015) у науковому збірнику «В'ячеслав Липинський та його доба» під редакцією Юрія Терещенка та Тетяни Осташко містить тлумачні коментарі Терещенка до трактату.

## Зміст

### Присвята
Головна присвята книги хліборобському (козацькому) рицарству XVII століття. За вказанням з внутрішньої титулки книги можна зрозуміти, що трактат написано сучасникам та нащадкам, без різниці віросповідання, мови, походження мешканців України, які хотітимуть незалежної Української держави у формі спадкової монархічної влади.
Ідеологічні противники, — це ті, у кого відсутня територіально-політична приналежність до України, які не мають соціального значення, проте у них наявний націоналістичний, релігійний шовінізм. А також представники «племінно-націоналістичних, віроісповідних і демагогічних сект, що живуть з цькування народу на панів або гризні місцевих вір і «націй» між собою, і що із зненависти до своїх власних земляків волітимуть завжди чужоземну владу — «книга ця не писана».

### Передмова

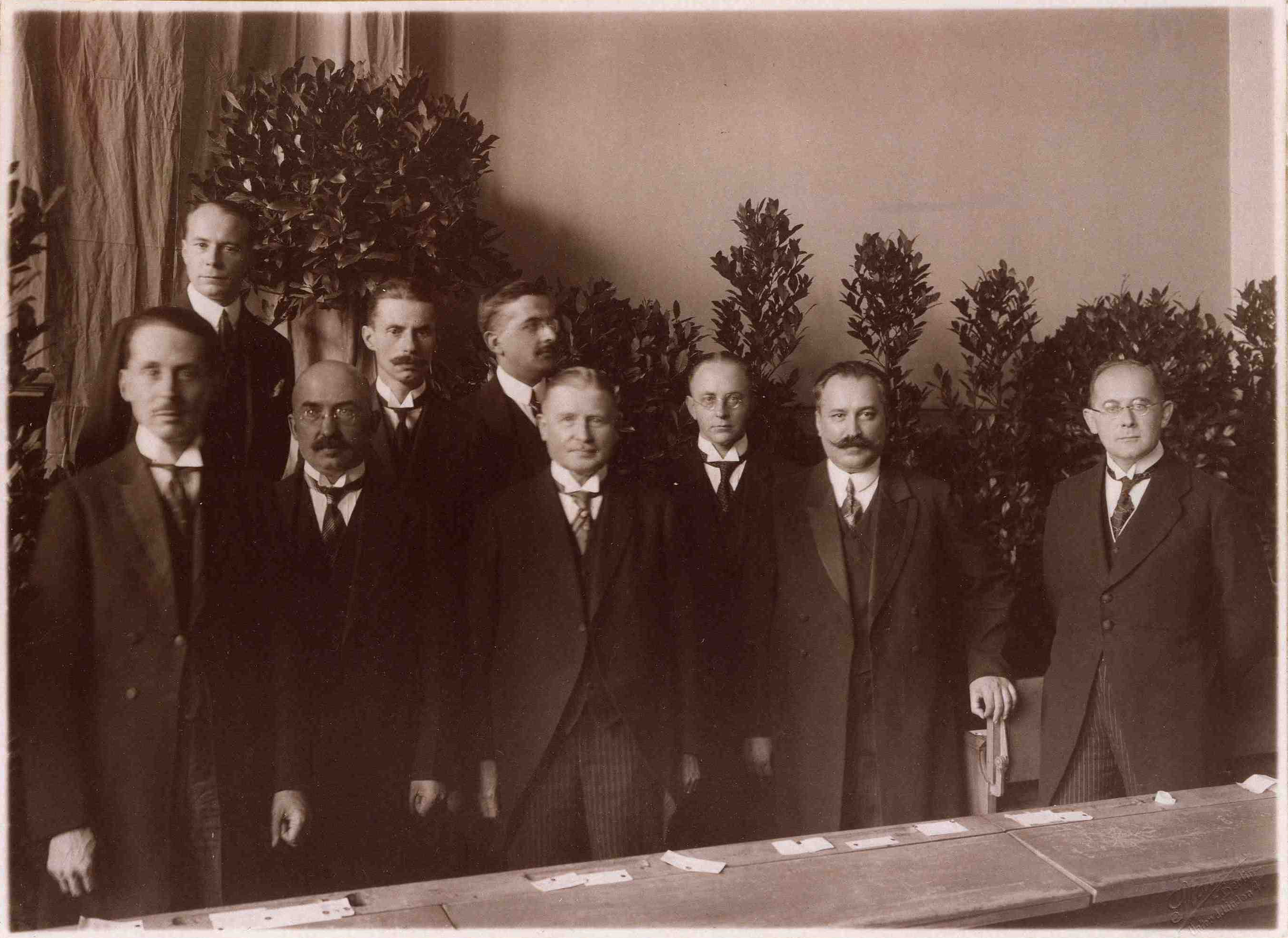
Члени-засновники та професори Українського наукового інституту в Берліні. 1-й ряд (зліва направо): Володимир Коростовець, Олександр Скоропис-Йолтуховський, ген. Вільгельм Ґренер, Васмерг, Дмитро Дорошенко, Келлєр; 2-й ряд: Володимир Залозецький-Сас, В'ячеслав Липинський, Іван Мірчук, 1927 рік

Вступна частина має назву «Вступне слово для читачів з ворожих таборів». На відміну від традиційного призначення, передмова Липинського має поліфункціональний характер. Методом контроверсії визначається адресне спрямування праці. Водночас передмова виступає як систематичне та послідовне впровадження до проблематики студії.
Зокрема, автор виокремлює головні концепти, з'ясовує особливості свого поняттєвого апарату. Окрім того, у вступному слові вводиться символічно-алегоричний образ персоналізованого «Хама» — Мітьки Щелкоперова, у постаті якого вгадуються риси конкретної особи — теоретика «інтегрального націоналізму» Дмитра Донцова. Наприкінці передмови є вступні зауваги автора щодо процесу та умов написання праці, її структури й стилю (або, як зазначає Липинський, «літературної та архітектонічної форми»), особливостей вживання правопису для створення відповідної ритміки трактату, свого громадського обов'язку сформулювати ідеологію та світогляд гетьманського руху тощо. В стилістичному плані передмова написана бездоганно. Липинському, вдалося повністю провести діалогічну лінію викладу, звернену до читача.

### I частина
Перша частина називається «Українська наддніпрянська інтелігенція і українська національна ідея». Вона охоплює 30 листів (підрозділів) трактату. 1 лист розкриває розуміння проблематики нейтральності серед українців, а отже критикує пацифізм та зрадництво політиків під час загрози існування держави. 2 лист наголошує необхідністю боротьби за Україну. Водночас вона має бути перемогою не за якусь сторону або іноземний вплив, а в ім'я України.
3 лист оповідає погляди на самостійну Україну серед української демократичної інтелігенції 1917—1918 років. Лист 4 є продовженням попередньої теми та розкриває питання проголошення Української республіки 1918 року. Наголошуючи, що соціал-демократичні партії стояли на автономізмі та до останнього «відтягували» проголошення держави.
Лист 5 адресується тодішнім українським політикам ультралівих поглядів, зокрема політичним поглядам Володимира Винниченка, та власне демонструє своє ставлення до українських симпатиків інтернаціоналізму. Лист 6 пояснює додаткові (вартісні) причини загибелі Української держави 1917—1919 років тим, що хліборобська аристократія перебувала у стадії денаціоналізації та вона проявила слабкість.
У листі 7 Липинський робить висновок, що лише на ідейних та морально чистих підставах може зародитись віра в національний успіх України, засуджує та пояснює національний меркантилізм представників українського політикуму. Лист 8 розмірковує над питаннями, якими мають бути представники творення української державно-національної ідеології.
Лист 9 апологізує та узагальнює над тодішньою ситуацією з українськими політичними партіями. Лист 10 критично аналізує методи організації всіх українців, а не лише індивідуальних представників, та пояснює, що з цим можна зробити. Лист 11 присвячений внутрішній політиці українських демократичних партій в період Української Держави Павла Скоропадського та критикує їх деструктивні дії в державотворенні.
Лист 12 розкриває питання загальної національної української демократичної ідеї, наголошуючи, що вона нищить хліборобський клас. Листи 13, 14, 15 єдині роздуми на тему відношення українських демократів до українських хліборобів під час будівництва держави Української республіки, зокрема, національного відродження.
Лист 16 присвячений аналізу протистояння традиції осілості розвитку з капіталізмом. Лист 17 розширює думку про роль демократів, які керуються зовнішніми силами та коштами.
Лист 18 критикує демократів за їх знищення традиційного фермерського стану. Натомість сама демократія не пропонує нічого іншого та призвела до політичної поразки Української держави у війні з комуністичною Росією. Лист 19 вказує на те, що факт утворення республік сучасних націй можливий за умови монархічного підґрунтя перед цим.
Лист 20 продовжує попередню тему листа та вказує, що демократія «це орґанізм без спинного хребта». Тобто, без армії та організованого державного апарату. А отже, українці не мали останнього для створення умов проголошення республіканського устрою. Лист 21 як підсумок доводить, що лише хліборобський клас землевласників об'єднаний владою гетьмана-монарха може створити повноцінну Українську державу.
Листи 22, 23, 24 аргументує попередні думки щодо монархії та зазначає, що українська монархія дозволить створити політичне, національне і культурне об'єднання в Україні. Лист 25 підсумовує попередні листи і наголошує, що демократія призводить до руїни Україну.
Лист 26 історіософський та присвячений еміграції 1710 року Пилип Орлика та його конституцію. Закінчується лист риторичним запитанням, чи зможе виникнути такий компроміс по духу «рицарському»?
Лист 27 розвиває думку, що класова боротьба — це джерело вічного відновлення аристократії. Листи 28, 29 викладає теоретичні роздуми щодо українських комуністів. Лист 30 завершує та синтезує попередні висновки листів. Ставить «діагноз» українському політичному та громадянському суспільству.

### II частина

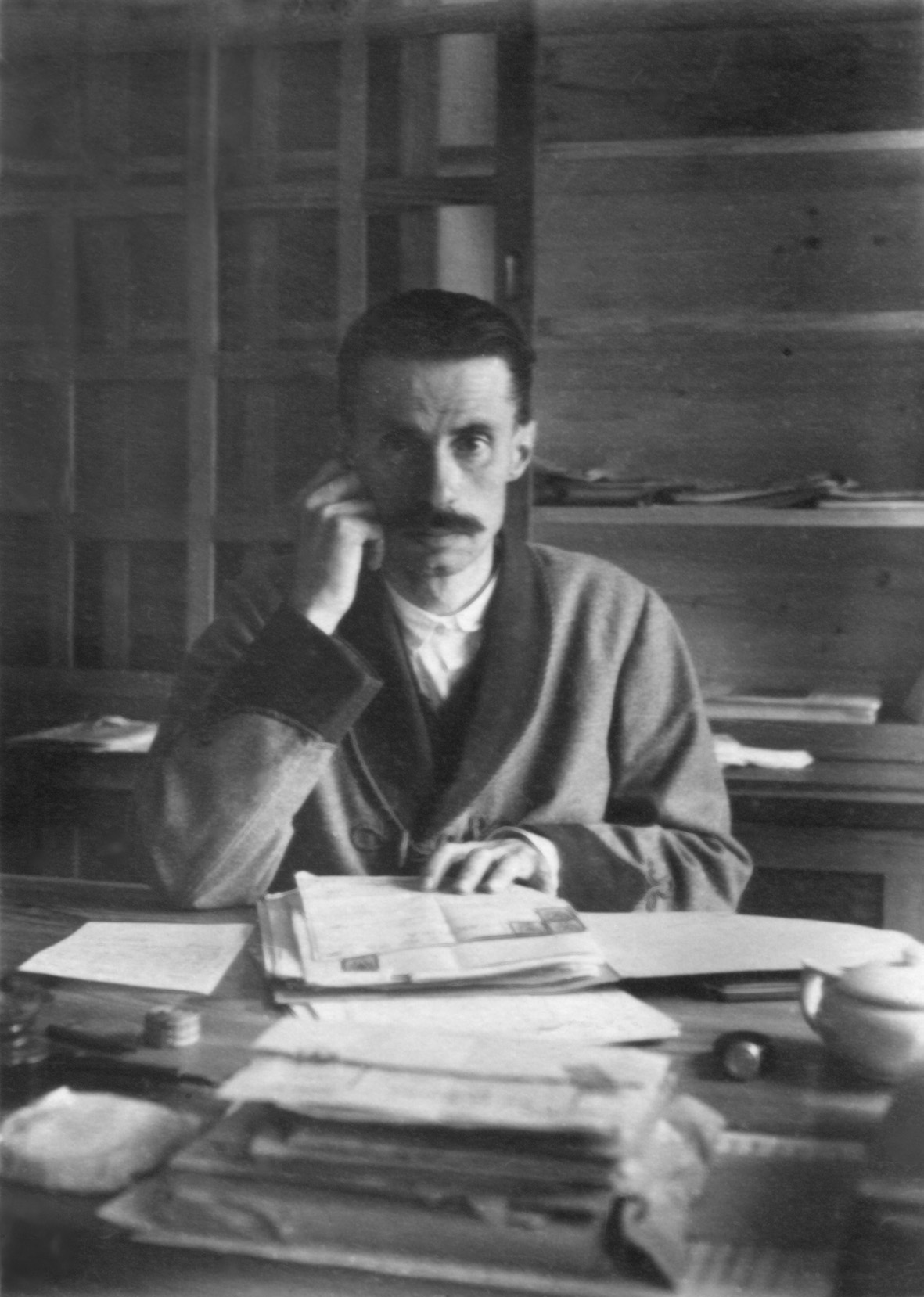
В'ячеслав Липинський у власному кабінеті

Друга частина «Листів до братів-хліборобів» має назву «Наша орієнтація». Вона завершена у жовтні 1920 року та містить шість листів (підрозділів). Лист 1 обґрунтовує доцільність та основну програму дій гетьманців. Лист висловлює категоричний імператив при яких умовах можливе створення української державності.
Лист 2 наголошує, що лише українські фермерський клас зможе своєю силою та політичним авторитетом об'єднати українців та сотворити українську націю.
Лист 3 пояснює як об'єднання землевласників (хліборобів) відзеркалюється на об'єднані та організації українців. Лист 4 розмірковує на тему, що відбувається, коли існує лише стихійне, без мети, національне почуття більшості, яке зуміє набути політичної форми для національного існування. Своєю чергою цьому сприяє одноосібний голова Української держави, який виступає як символ поваги, сили єдності та соборності українців.
Лист 5 синтезує різницю демократичної диктатури з традиційним законним, родовим та дідичним гетьманом-монархом. Вказує на те, що лише за цих умов хліборобський клас піде на поступки, але свою силу та авторитет використає в ім'я ідейних та національних інтересів держави та нації, сформує моральний авторитет і збільшить свою матеріальну силу.
Лист 6 пояснює, чому ідея відродження традиційного українського гетьманства у формі Української трудової монархії є сучасною формою нового монархізму. Наголошує, що лише нова українська державно-творча національна аристократія може її реалізувати.

### III частина
Третя частина має назву «Про національну аристократію і про три методи її орґанізації: класократію, охлократію і демократію». Вона є політологічною та найповнішою теоретичною частиною думки В'ячеслава Липинського.
Лист 1 розкриває питання щодо ролі преси, журналістів, публіцистів для національного розвитку. Лист 2 розмірковує та пояснює, чому значення слова це стихійне бажання, яким неможливо створити українську націю.
Лист 3 аргументує завдання публіцистики, преси загалом. Воно полягає у тому, щоб усвідомлювати та формувати несвідоме бажання до творення націєтворчих та інших завдань. Лист 4 продовжує попередні роздуми та вказує, що еволюція завдяки слову ідей виступає в залежності від сили стихійного хотіння, з якого ці ідеї повстали.
Лист 5 розкривається питання раціональних ідей. Тобто таких, які за допомогою слова раціонально аргументують. А отже, їх методів досягнення. Лист 6 зазначає необхідність раціонального переконання за допомогою обсервації та історичного досвіду заради ірраціонального стихійного хотіння. Лист 7 розкриває розуміння визначення «національної аристократії».
Лист 8 імперативно переконує у тому, що знищення національної аристократії призводить до знищення самої нації. Лист 9 описує власну теорію еліт .
Лист 10 вказує на те, що без матеріальної спроможності та морального авторитету не може існувати національна аристократія. Лист 11 вказує у чому саме має бути реалізована матеріальна спроможність, а отже «засобами війни» та «засобами продукції».
Листи 12, 13, 14, 15 демонструють приклади історичного досвіду, коли існувала аристократія, але не володіла засобами продукції, а отже наочно демонструє до чого призводить така ситуація.
Лист 16 аналізує демократії, яка, на його думку, передбачає боротьбу за світську владу між тими, хто володіє засобами продукції «войовниками» і тими, хто не володіє і не засобами продукції «пацифістичними інтеліґентами».
Лист 17 критично аналізує інтернаціональний соціалізм та до чого він призводить. Лист 18 історіософські та політологічно пояснює появу «есерів» в Україні. Лист 19 наголошує на необхідності приватної власності на землю.
Лист 20 присвячений роздумами над протистоянням осілих та тих, які володіють засобами продукції хліборобів з «кочівниками». Наголошує на тому, що демократичний устрій дезорганізовує хліборобів та сприяє перемозі «кочівників» до повної слабкості України. Лист 21 демонструє власні роздуми на моральний авторитет національної аристократії та методи і підходи до цього питання.
Лист 22 говорить про розвиток матеріальної культури та роль громадської моралі у цьому. Лист 23 робить висновки про взаємовідносини між моральним авторитетом національної аристократії та матеріальним й технічним розвитком нації. Вперше у праці характеризує методи організації національної аристократії: класократії, демократії та охлократії.
Лист 24 розкриває питання взаємовідносини націй між різними асиміляційними та денаціоналізаційними питаннями на певних територіях. Лист 25 висловлює своє бачення щодо взаємовідношення між суспільством активним та суспільством пасивним, але органічним в класократичному методі (класократія).
Лист 26 демонструє взаємовідношення між суспільством активним і суспільством пасивним, яке хаотичне в демократичній організації (демократія).
Лист 27 присвячений взаємовідношенню між суспільством активною і пасивним, але керованим «механічним», яке за організацією є охлократією. Лист 28 підсумовує розділ, що в одностайності хотінь активних і пасивних представників нації — є підстава морального авторитету національної аристократії. Демонструє приклади класократії, охлократії та демократії у світовому контексті.

### IV частина

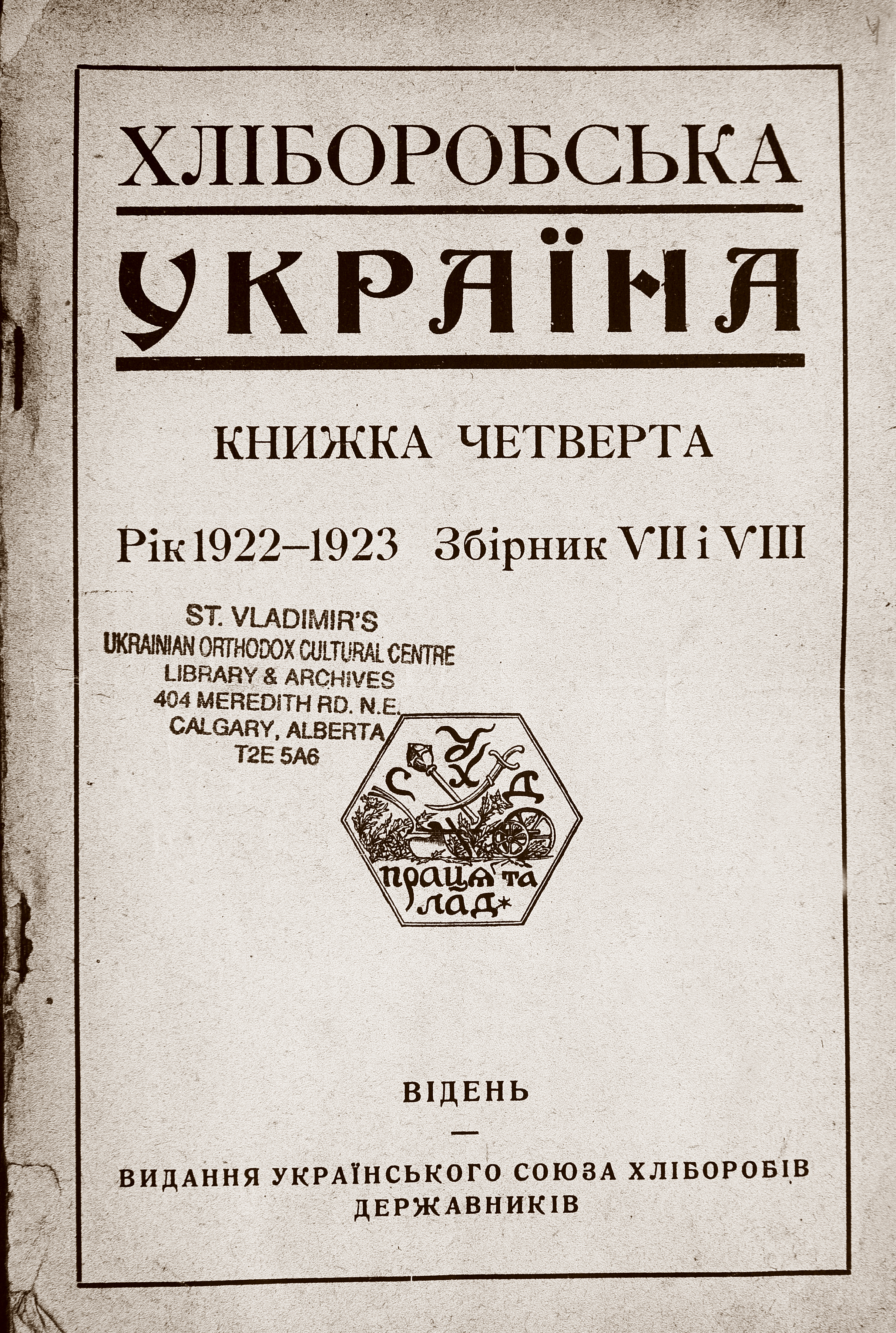
Обкладинка збірки «Хліборобська Україна» у якій опубліковано першу частину четвертої частини «листів»

Частина четверта має назву «Про політику, як умілість вибору такого методу здобування та орґанізації влади і орґанізації громадянства, який-би уможливив будову і збереженя окремої Держави на Українській Землі і забезпечив істнування та розвиток і Української Нації» дописана 1924 року. Логічно продовжує третю частину. Є найбільш синтезувальною частиною трактату.
Лист 29 аналізує політику як наукову дисципліну та умілість. У ньому В'ячеслав Липинський приходить до висновку, що лише бажання влади на своїй землі дозволить раціонально підходити до питання політичних методів. Категорично зазначає, що без набуття цього бажання жодна теоретична робота з політології є безвартісна. Аналізує, чому політична культура нації проявляється лише в бажанні та умінні її провідників.
Лист 30 демонструє передумови розвитку політичної культури. Для цього необхідні передумови однаковість бажань та відношення у громадському суспільстві. Досліджується характеристика таких передумов: емпіричний реалізм, діалектичний ідеалізм і ідеалістичний реалізм.
Лист 31 розглядає обсервацію громадського життя та утруднює вічне перехрещування в ньому двох собі протилежних сил: сили активної меншости, яка потребує як найбільшої свободи, і сили спротиву пасивної більшости в напрямі як найбільшої рівности.
Лист 32 визначає розуміння значення імперіалізму та містицизму в громадянському суспільстві. Лист 33 розширює визначення імперіалізму та містицизму в контексті розвитку націй, їх єдності, громадської моралі тощо. Приходить до висновку, що розвиток націй можливий лише у гармонійному розвитку, коли активна провідна меншість має політичні та громадські обмеження (держава та церква) в контексті довіри пасивної більшості.
Лист 34 демонструє та уточнює необхідність політичної діяльності заради влади. Лист 35 вказує на визначення «народу», «панів», «громадян» та «держави» в розвитку нації. Визначає розуміння консерватизму, лібералізму, революції та реакції. Приходить до висновку, що «слабість національного консерватизму, як головна прикмета недержавних, колоніальних націй».
Лист 36 характеризує «неоднаковість людей од природи». Пояснює, що політика — це умілість, подібна до різьбярства та архітектури де люди «використовують для своїх творів ріжні властивости неоднакового од природи матеріялу». Надає визначення типів та властивостей людей від «од природи» в політичній діяльності: войовник-продуцент, войовник-непродуцент і невойовник-продуцент і непродуцент. Всі вони відповідають методам здобування та організації влади — класократії, охлократії і демократії.
Лист 37 найбільш значущий серед всієї частини. Він визначає який є «матеріал» створення України. Синтезує розуміння недержавності та поневолення. Визначне розуміння української недержавності, причини географічні, чорнозем та родючість землі, постійна асиміляція з іншими етносами та перевага емоційності над волею та інтелігентністю. Вказує на головні причини неуміння українців організовувати та втримувати власну владу. Також розглядає політичні прояви української недержавности: знищення місцевої еліти, продажність місцевої еліти в угоду інших держав, сильний розподіл еліти на москвофільську та полонофільську (прозахідну). Слабкість консервативної політичної думки, відсутність культурної традиційності, швидка дегенерація місцевої еліти, неорганізованість громадянського суспільства, декілька місцевих мов, слабкі органічні зв'язки, відсутність почуття законності. Надмірний індивідуалізм та незнання власних мешканців. Неорганізованість підприємництва (продукції). Денаціоналізоване воєнне очільництво. Занепад та денаціоналізації української культури. Бажання керування іншими державами серед громадянства. Отже, «Україна може повстати тільки тоді, коли вдасться побороти руїнницькі недержавні впливи інтеліґенції».
На загал ці висновки «Листів» сформовані для тих, «що хочуть будувати Українську Державу і перетворювати місцеве громадянство в реальну, а не літературну Українську Націю».

## Постскриптум
Дмитро Дорошенко у тісному співробітництві з автором підготував спеціальну працю, в якій представив популяризаторську версію поглядів Липинського. Перед переїздом до Берліна 1926 року В'ячеслав Казимирович вважав, що його праця ще не є закінчена «яка мучила його та не давала спокою».

## Критика

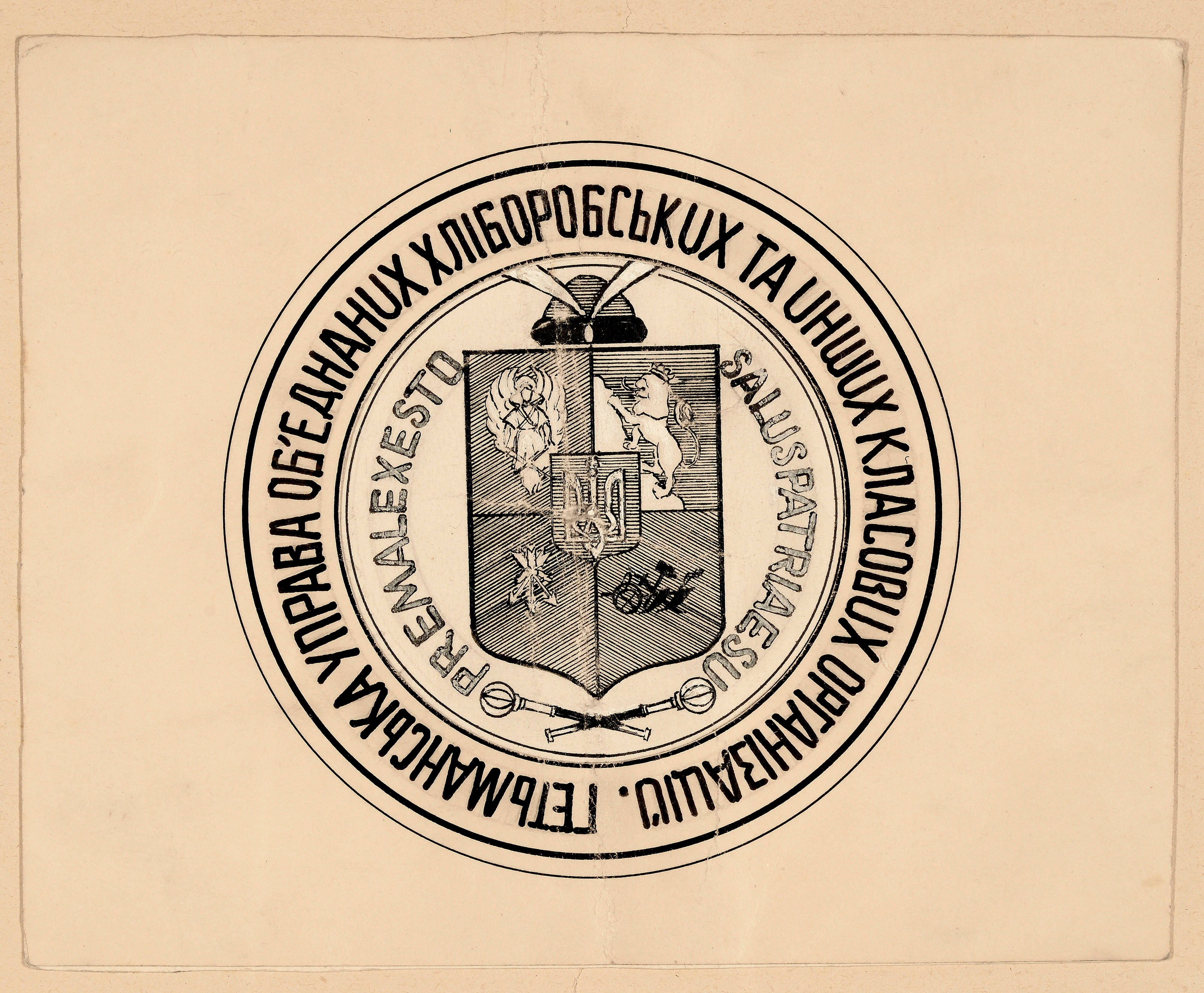
Печатка Гетьманської управи Українського союзу хліборобів-державників

Ще до першої публікації повного видання «Листів» 1923 року Дмитро Антонович розкритикував видання, оскільки (як він сам писав згодом), не зрозумів до кінця позицію автора. Юрій Шевельов вказував, що «книжка відкрила зовсім незнаний світ» і лишила «глибоке враження». Його «полонив» «важкуватий і своєрідно-архаїчний» стиль написання. Дмитро Донцов не схвалив видання, назвавши працю «виявом українського провансальства». Ісаак Мазепа схвально оцінював значення «Листів» для соціал-демократичних партій. Іван Лисяк-Рудницький вважав що видання «не має систематичної наукової форми». Проте, висвітлені думки «укладаються в струнке історіософічне, соціологічне та політичне вчення, яке в розвитку новітньої української суспільної мислі творить унікальне явище». Василь Рудко назвав книжку «великого значення».

## Значення
Фундаментальний трактат став смисловим фундаментом для подальшого розвитку державницької (консервативної) школи історіографії першої та другої генерації дослідників цього напрямку. На базі ідей праці створено низка організацій міжвоєнного періоду: Український союз хліборобів-державників, Союз гетьманців-державників, Братство українських класократів-монархістів, гетьманців.
Значного впливу також зазнали наукові установи: Український науковий інститут у Берліні, Східноєвропейський дослідний інститут ім. В. К. Липинського, Інститут європейських досліджень НАН України.